# Дроґошовиці
Дроґошовиці (пол. Drogoszowice, нім. Schöneiche) — село в Польщі, у гміні Твардоґура Олесницького повіту Нижньосілезького воєводства.
Населення — 160 осіб (2011).
У 1975-1998 роках село належало до Вроцлавського воєводства.

## Демографія
Демографічна структура станом на 31 березня 2011 року:
|          | Загалом | Допрацездатний вік | Працездатний вік | Постпрацездатний вік |
| -------- | ------- | ------------------ | ---------------- | -------------------- |
| Чоловіки | 81      | 9                  | 64               | 8                    |
| Жінки    | 79      | 7                  | 56               | 16                   |
| Разом    | 160     | 16                 | 120              | 24                   |